# میله یدیناک
مایکل جان «میله» یدیناک (انگلیسی: Michael John "Mile" Jedinak؛ زاده ۳ اوت ۱۹۸۴) بازیکن فوتبال بازنشسته اهل استرالیا است.